# فينك
فينك (بالإنجليزية: Fink)‏ هو موسيقي ودي جيه ومغن مؤلف ومغني وكاتب أغاني بريطاني، ولد في 1972 في برايتون في المملكة المتحدة.

## وصلات خارجية
- الموقع الرسمي
- فينك على موقع IMDb (الإنجليزية)
- فينك على موقع ميوزك برينز (الإنجليزية)
- فينك على موقع أول ميوزيك (الإنجليزية)
- فينك على موقع ديسكوغز (الإنجليزية)